# Mertzwiller
Mertzwiller település Franciaországban, Bas-Rhin megyében. Lakosainak száma 3367 fő (2022. január 1.). Mertzwiller Forstheim, Gundershoffen, Haguenau és Mietesheim községekkel határos.

## Népesség
A település népességének változása:
| Lakosok száma | 3382 | 3371 | 3399 | 3355 | 3350 | 3363 | 3376 | 3391 | 3367 |
|               | 2013 | 2015 | 2016 | 2017 | 2018 | 2019 | 2020 | 2021 | 2022 |